# Reykjavíkurborg
Reykjavíkurborg est une municipalité du sud-ouest de l'Islande dont le chef-lieu est la ville de Reykjavik, capitale du pays. Le territoire communal de la municipalité s'étend bien plus loin que les limites de la ville, notamment dans le Hólmshraun, les îles de Engey, Viðey ou encore Þerney et enfin le flanc méridional de l'Esja sur l'autre rivage du Kollafjörður avec la ville de Kjalarnes.

## Géographie

### Localités limitrophes
| Seltjarnarnesbær       | Océan Atlantique / Kjósarhreppur | Mosfellsbær / Bláskógabyggð |
| Océan Atlantique       | Reykjavíkurborg                  | Mosfellsbær                 |
| Kópavogsbær / Garðabær | Kópavogsbær / Mosfellsbær        | Kópavogsbær                 |

## Jumelages
- Wrocław (Pologne)
- Copenhague (Danemark)
- Helsinki (Finlande)
- Kingston upon Hull (Royaume-Uni)
- Moscou (Russie)
- Nuuk (Groenland)
- Oslo (Norvège)
- Seattle (États-Unis)
- Stockholm (Suède)
- Saint-Pétersbourg (Russie)
- Tórshavn (Îles Féroé)
- Vilnius (Lituanie)
- Winnipeg (Canada)